# لا فييل
لا فييل («السيدة العجوز» أو "The Wrass") هي منارة في مقاطعة فينيستير في بلدية بلوجوف، على الساحل الشمالي الغربي لفرنسا. تقع على الصخرة المعروفة باسم غورليبيلا (بريتون لـ «الأبعد صخرة»)، وتوجه البحارة في مضيق راز دي سين، على الجانب الآخر من المنارة المصاحبة توريل دي لا بليت - المعروفة أيضًا باسم صغيرتي فييل («امرأة عجوز صغيرة»). وهي من فئة المنارات الصغيرة حول سواحل فرنسا التي تحمل لقب «الجحيم»، بسبب موقعها البعيد في البحار الهائجة.

## البناء والتاريخ

### تخطيط
في 30 نوفمبر 1861، قررت اللجنة الفرنسية للفارس (لجنة المنارة) إنشاء منارة من «الدرجة الثالثة» على صخرة جورليبيلا، ودعوة المهندسين لإجراء دراسة تجريبية في العام التالي. تم تأجيل الدراسة، مع ذلك، بسبب صعوبات التمويل وكذلك مشاريع البناء الأخرى.

### بناء
جاء الالتزام الراسخ من قبل وزير الأشغال العامة ببناء المنارة أخيرًا في 29 يناير 1881، بعد عامين من التقييم. بدأ العمل في إيل دو سين، حيث تم تخزين المواد الخام (الحجر). أقام المهندس المسؤول عن الإشراف، بروبستاو، منزله على الجزيرة. منذ بناء لا فييل يتبع الرجل، تمكن الفريق من الاستفادة من ثروة من الخبرة. في الأول من مايو من كل عام، يصل العمال إلى الجزيرة في قارب صغير يعمل بالبخار يجر زورقًا طويلًا محملاً بمواد البناء، فضلاً عن زوارق التجديف للهبوط. تم إنشاء المراسي مما سمح للفريق بإرساء القارب البخاري والقارب الطويل.

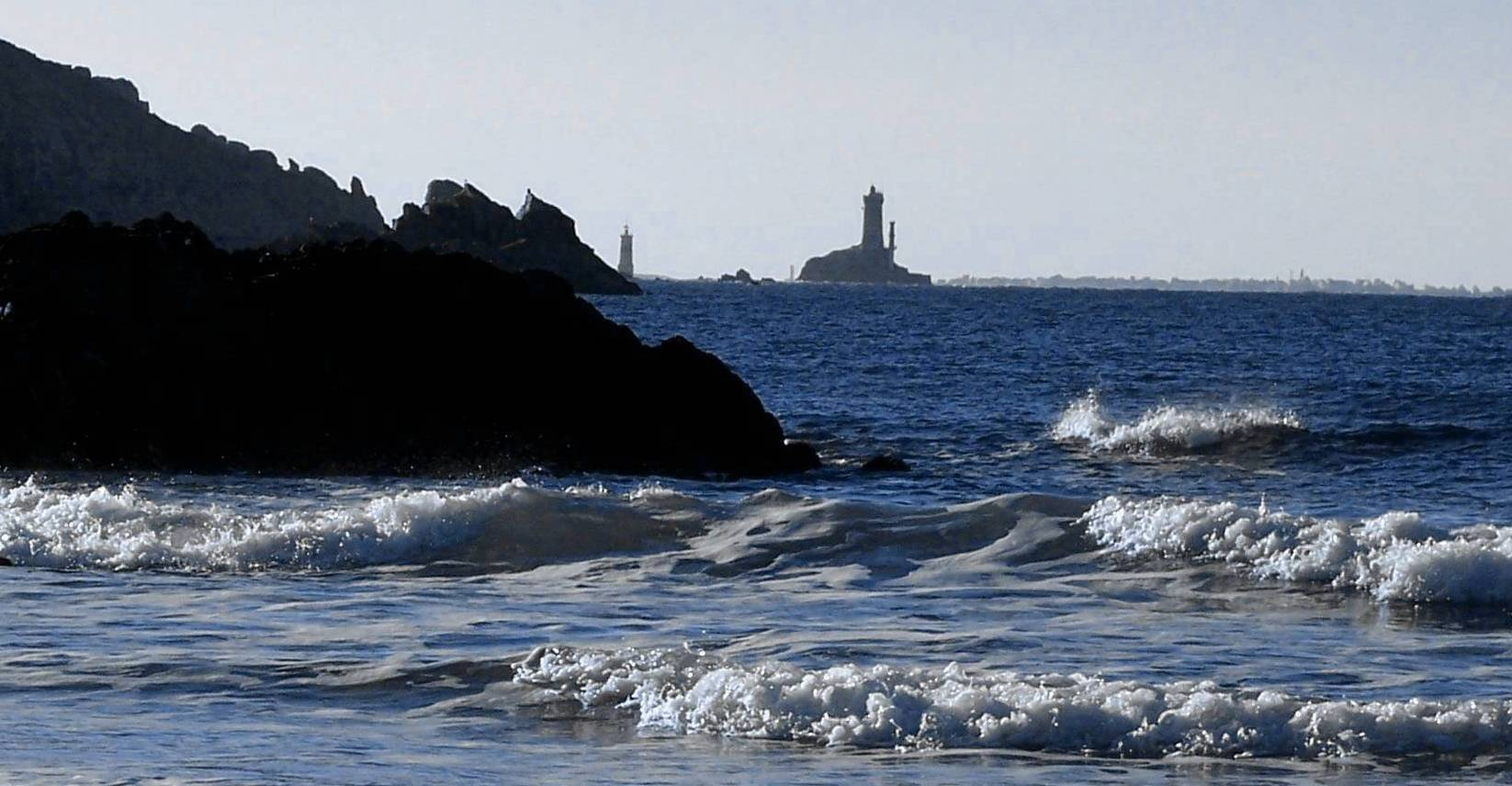
بوانت دو راز من كاب سيزون

## العمارة والتجهيزات

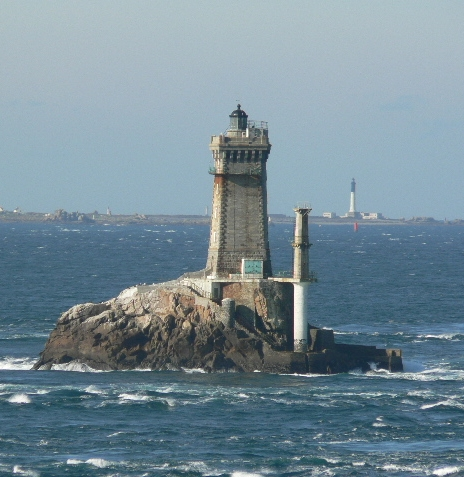
لا فييل

تم تصميم الهندسة المعمارية لـ لا فييل لتكون مبهجة من الناحية الجمالي، ولكنها متميزة بدرجة كافية لتقليل الارتباك مع برج تیفنس القريب. شكله هو رباعي القرفصاء، مع زينة الشرفة طفيفة. البرج مربع وشبه أسطواني في الوجه الشمالي ويتسع باتجاه القاعدة. تم بناء هيكل المنارة بالحجر باستخدام رؤساء من الجرانيت الرمادي المستخرج من جزيرة إيل دو سين، بينما تم بناء الجزء العلوي من البرج والزوايا من كتل طينية مطلية من الكرسنتيت الأزرق.

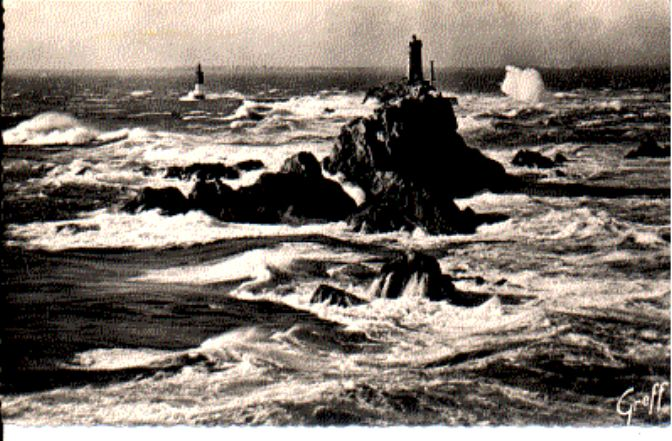
المنارة تتحمل وطأة البحار العاصفة ، ويمكن رؤيتها من بوانت دو راز.

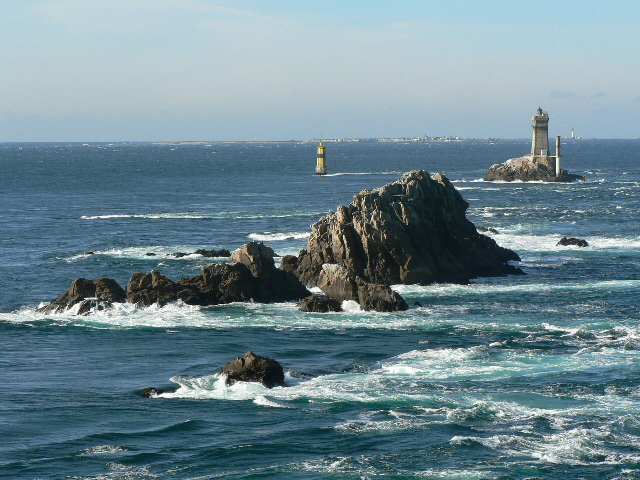
الصخور البحرية في بوانت دو راز